# Pogonopoma wertheimeri
Pogonopoma wertheimeri és una espècie de peix d'aigua dolça de clima tropical de la família dels loricàrids i de l'ordre dels siluriformes. Poden assolir fins a 22,3 cm de longitud total.
Es troba a les conques dels rius Mucuri i São Mateus a Sud-amèrica:.